# Souleyman Sané
 Souleyman Sané  (Dakar, Senegal, 21 de febrero de 1961) es un exfutbolista y exentrenador senegalés y francés. Jugaba como delantero.  Con la selección de Senegal jugó tres ediciones de la Copa Africana de Naciones. Tuvo un breve paso como técnico. Su hijo es el también futbolista Leroy Sané.

## Primeros años
Sané es hijo de diplomáticos senegaleses. A los cuatro años se mudó a Francia. Practicó atletismo y lucha libre, escogió ser futbolista influenciado por su hermano, jugado a nivel amateur. En 1979 jugó para el FC Blagnac, mientras que trabajaba en paralelo como chef de pastelería. En 1981 jugó para ES Vitry y se convirtió en goleador de su categoría.
En 1982, fue llamado al servicio militar, y según la ley puede ser excluido por ser lejano a su país y por ser considerado como deportista prometedor. En su ayuda, la Federación Francesa de Fútbol tuvo que enviar los papeles necesarios, pero debido a que Sané estaba en sus vacaciones de verano en ese momento, fue incapaz de contactar con sus padres. Perdió el recurso y tuvo que incorporarse al Ejército en la frontera del Bosque Negro.

## Trayectoria
Después de servir en las fuerzas armadas, jugó para el Donaueschingen un tiempo, desde donde fue fichado por el SC Friburgo, de la segunda división alemana. Firmó su primer contrato profesional en 1985. Durante los tres años que permaneció en el club, anotó 56 goles y logró ser máximo goleador de la segunda división alemana en la temporada 1987/88.
Permaneció dos temporadas en F.C. Núremberg, bajo las órdenes de Hermann Gerland, además jugó dos encuentros en la Copa de la UEFA 88-89 contra la Roma. 
Durante su estancia en Núremberg, tuvo dos incidentes, el primero fue en la primera jornada de la temporada 88/89, en un partido jugado en su estadio contra el Karlsruher SC, cuando el portero Alexander Famulla le hace una falta, el portero asegura el balón y Sané le patea la cara, dejándolo con su oreja casi completamente separado y 20 puntos de sutura para unirla, la sanción fue de 6 partidos para Sané y más tarde Sané lo visitó al hospital. Más tarde Sané recibió varios ataques racistas; en uno de esos ataques él decidió romperle la nariz a su agresor; no recibió ninguna sanción pero igualmente donó 2000 marcos alemanes a una organización de caridad.
En 1990, firma para SG Wattenscheid 09, entonces recién ascendido a la Bundesliga. Fue fichado por su velocidad, siendo capaz de correr 100 metros en 10.7 segundos, además fue uno de los primeros jugadores negros en jugar en la Bundesliga. Con 39 goles es hasta el día de hoy el máximo goleador del Wattenscheid en la Bundesliga. Aquí tuvo otro incidente por actos racistas, en la Copa de Alemania contra el Hamburgo S.V., iban 1-1, y los fanáticos de Hamburgo le tiran plátanos y gritos de 'Negro', en el minuto 87, él anota el gol de la victoria para Wattenscheid. Finalizado el partido dio una entrevista diciendo:'Nada de Negro, HSV está eliminado'.
Tras el descenso del Wattenscheid en 1994, llega a FC Tirol Innsbruck, acabando en la Bundesliga austriaca como máximo anotador de la temporada con 23 goles en 48 partidos. Más tarde fue a Lausanne-Sport en Suiza, estuvo dos temporadas donde jugó 57 partidos y anotó 27 goles. Entonces regresó a SG Wattenscheid 09 por dos temporadas donde solo marcó 9 goles. Sané también jugó en Suiza, representando a LASK Linz en 1999 y a FC Schaffhausen durante el 2000 y 2001. Regresó al valle de Ruhr, donde su familia estuvo viviendo, y jugado para clubes amateurs de la región.

## Selección nacional
Ha sido internacional con la Selección de fútbol de Senegal en 55 opurtunidades, jugó tres Copas Africanas de Naciones, jugó un total de 7 partidos y no anotó ningún gol en dichas copas. 

### Participaciones en Copa África
| Copa                           | Sede    | Resultado        | Partidos | Goles |
| ------------------------------ | ------- | ---------------- | -------- | ----- |
| Copa Africana de Naciones 1990 | Argelia | Cuarto puesto    | 1        | 0     |
| Copa Africana de Naciones 1992 | Senegal | Cuartos de final | 3        | 0     |
| Copa Africana de Naciones 1994 | Túnez   | Cuartos de final | 3        | 0     |

## Carrera como entrenador
Sané trabajó como entrenador para la selección de fútbol de Zanzíbar de 2008 a 2011, y como jugador-entrenador para DJK Wattenscheid durante la temporada 2009–10.

## Estadísticas

### Clubes
| Club                         | País     | Año       |
| ---------------------------- | -------- | --------- |
| SC Friburgo                  | Alemania | 1985-1988 |
| F. C. Núremberg              | Alemania | 1988-1990 |
| SG Wattenscheid 09           | Alemania | 1990-1994 |
| FC Tirol Innsbruck           | Austria  | 1994-1995 |
| Football Club Lausanne-Sport | Suiza    | 1995-1997 |
| SG Wattenscheid 09           | Alemania | 1997-1999 |
| LASK Linz                    | Suiza    | 1999      |
| FC Schaffhausen              | Suiza    | 2000-2001 |
| Rot-Weiß Leithe              | Alemania | 2002-2004 |
| Schwarz-Weiß Südfeldmark     | Alemania | 2005-2009 |
| DJK Wattenscheid             | Alemania | 2009-2010 |

### Resumen estadístico
|                       | Partidos | Goles | Promedio |
| --------------------- | -------- | ----- | -------- |
| Liga                  | 440      | 116   | 0,26     |
| Copas nacionales      | 0        | 0     | 0        |
| Copas internacionales | 2        | 0     | 0        |
| Selección de Senegal  | 55       | ?     | ?        |
| Total                 | 495      | 116   | 0,23     |

### Distinciones individuales
| Distinción                               | N.° Goles |
| ---------------------------------------- | --------- |
| Goleador de la 2. Bundesliga 1987-88     | 21        |
| Goleador de Bundesliga austriaca 1994-95 | 20        |

## Vida personal
Sané está casado con Regina Weber, y tiene tres hijos, el menor de ellos juega en la academia del Schalke 04, el mediano es Leroy Sané actual jugador del Bayern Múnich.